# Mor och dotter
Mor och dotter (literalment "mare i filla") és una pel·lícula muda dramàtica sueca estrenada el 1912 i dirigida per Mauritz Stiller. Aquesta és la primera pel·lícula de Stiller que apareix públicament.

## Sinopsi
El comte Raoul de Saligny visita Elvira que després esdevindrà la seva amant; però la filla d'Elvira s'enamora d'ell... Això porta a un drama de gelosia, perquè Elvira mata Raoul amb una pistola. És declarada culpable del crim i condemnada a vuit anys de presó. La seva filla, que mentrestant s'ha unit a la Creu Roja], va a la presó i mare i filla es reconcilien abans que la mare mori.

## Repartiment
- Anna Norrie: Elvira Sylva
- Mauritz Stiller: Raoul de Saligny
- Lilly Jacobsson: la filla d'Elvira
- Nils Elffors: el maître d'hôtel
- Mabel Norrie

## Producció
La pel·lícula es va rodar a la segona meitat de juny de 1912. Es va projectar per primera vegada el 30 de setembre de 1912 al cinema Röda Kvarn de Sveasalen a Estocolm. La pel·lícula es va rodar a l'estudi del teatre suec Biograft a Lidingö. La fotografia de la pel·lícula és de Julius Jaenzon. La pel·lícula va ser exportada a Alemanya amb el títol Mutter und Tochter i projectada a Berlín, però va ser prohibida pels censors a Baviera a causa de la seva llicència moral.